# 28-as villamos (Budapest)
A budapesti 28-as jelzésű villamos a Blaha Lujza tér (Népszínház utca) és az Izraelita temető között közlekedik. A viszonylatot a Budapesti Közlekedési Zrt. üzemelteti. A villamosok napközben és hétvégén 10, csúcsidőben csak 15 percenként közlekednek, mert vonala részben azonos a 37-es és a 62-es villamosokkal – a 62-essel a Blaha Lujza tér és az Élessarok között, a 37-essel pedig az Élessaroktól a külső végállomásig.

## Története
1887-ben a Lindheim és Társa vállalkozás építési engedélyt szerzett a Rókus kórház, és az egy évvel korábban megnyitott kőbányai Új köztemető között gőzvontatású városi vasút építésére, a kórház mellé tervezett új halottasház és a temető összekötése érdekében. A vonal közigazgatási bejárását 1891 márciusában, műtanrendőri bejárását október 28-án tartották. A Budapesti Városi Vasút (BVV) 1891. október 31-én avatta fel a gőzvasutat, az első hónapban a Weitzer gyártól rendelt személyvagonok késése miatt a bécsi lóvasúttól bérelt hat személyvagon közlekedett rajta. November 6-án megindult a forgalom az Őrháztól kiágazó Felső Vaspálya (ma Korponai) utcai szárnyvonalon is a Liget térre. Belső végén, a Stáhly és a Flór (ma Márkus Emília) utcák kereszteződésénél fordítókorong készült a mozdonyok megfordítására. A temetőnél megépült a főváros első gyalogos-aluljárója, a végállomáson felvételi épület és víztorony is létesült. A fővonalon a 45+20 szelvényig (Őrházig) háromrészes, Haarmann-féle 44,16 kg/m-es, tovább a temetőig Vignol-rendszerű 23,6 kg/m-es síneket telepítettek. A szárnyvonalra az 1887-ben avatott nagykörúti próbavillamos Haarmann-síneit telepítették, azonban ez sem keresztmetszetében, sem anyagminőségében nem felelt meg a gőzmozdonyok tengelyterhelésének, a síntörések miatt már 1892-ben lecserélték. 1893 októberére villamosították a Rókus kórháztól Liget térig tartó szakaszt, az átalakítással ez vált a fővonallá, míg az Őrház – temető szakaszt szárnyvonallá minősítették át. 1894. szeptember 30-án a temetőhöz vezető szakaszon is forgalomba álltak a villamosok, továbbá a szolnoki vasútvonalat átívelő felüljárón elkészült a második vágány is. 1897 júniusában a kőbányai vonalrészek meghosszabbodtak, a temetői vonal az Izraelita temetőig, a fővonal a Kápolna térig. 1897 őszéig – az Őrház áramátalakító bővítésével egyidejűleg – utolsóként a mai Kolozsvári utcai, és a Maglódi úti külső szakaszt is kétvágányúra építették át. 1897. október 31-én végleg megszüntették a gazdaságtalan gőzüzemet a vonalon, a gőzmozdonyokat a következő évben értékesítették. A villamosítás után már a belváros felől is indult villamos a Baross utcán, a Baross kocsiszínen, és a Salgótarjáni utcán át a temetőhöz. A viszonylatszámok 1910-es bevezetésekor a Rókus kórházat a Salgótarjáni úton át a kőbányai Kápolna térrel összekötő villamos a 26-os, míg a kórház és a temető közötti vonal a 28-as jelzést kapta. Útvonala évtizedeken keresztül változatlan maradt, üzemeltetője azonban 1918-ban a Budapesti Egyesített Városi Vasutak (BEVV), majd 1923-ban a Budapest Székesfővárosi Közlekedési Rt. (BSZKRT) lett. 1944 októberétől a fővárosi villamosközlekedés december 25-ei leállásáig már csak a Rókus kórház – Orczy tér szakaszon üzemelt.
1945. május 21-étől ismét közlekedett a Rókus kórház és az Új köztemető között, de a Kőbányai úton. A Tomcsányi (ma Salgótarjáni) úti felüljáró helyreállítása után, 1945 októberétől újra a Salgótarjáni utcán át járt. 1949. május 19-én megszűnt a Rókus kórház előtti végállomás, helyette a Népszínház utcában kialakított új fejvégállomásra érkeztek a villamosok. A BSZKRT felbomlását követően, 1949 októberétől az új kezelő  a Fővárosi Villamosvasút Községi Vállalat (FVKV), későbbi nevén Fővárosi Villamosvasút (FVV) lett. 1950 áprilisában betétjáratot (28A) kapott a munkanapi csúcsidőszakokban, ami a Népszínház utca és a Részvényserfőzde közötti forgalmat sűrítette. 1951. február 9-étől a 21-es villamos zsúfoltságának enyhítésére az itt közlekedő ikerkocsik egy részét két pótkocsis szerelvények váltották, amik az újból használatba vett Rókus kórház hurokvégállomáson fordultak vissza Kőbánya felé. A végállomást csak hétfőtől szombatig, a csúcsidőszakokban érintették. Az időszakos meghosszabbítás mindössze fél évig állt fent, októbertől ismét csak a Népszínház utcai fejvégállomásra érkeztek a villamosok. 1954. december 30-án a betétjárat megszűnt, legközelebb 1957. február 18-án indult újra a József körút és az Akna utca között. 1958 februárjától a korábbi szolgálati járatok helyett a 28-as éjszaka is közlekedett. Június 16-án a 28-as és a 37-es kőbányai útvonalát felcserélték, a Salgótarjáni utca – Kolozsvári utca helyett azóta a Kőbányai úton közlekedik. Ugyanekkor a 28A-t az Orczy tér – Sörgyár szakaszra rövidítették, azonban az évtized végére már korábbi végállomásai között közlekedett. A betétjárat az 1970-es évek első felében szűnt meg.
1958-ban kizárólag mindenszentek környékén közlekedő sűrítő járatot kapott T (1963-tól 28B) jelzéssel, ami (először október 26-án) a Baross tér – Kőbányai út – Új köztemető útvonalon járt. 1968-ban a villamosközlekedés irányítása a Budapesti Közlekedési Vállalathoz (BKV) került. 1970 és 1975 között a temetői járat 28Y jelzéssel indult, 1976-ban már a kőbányai városközpont építése miatt ideiglenesen meghosszabbított 36-os közlekedett helyette. 1977 elején az építkezések előrehaladtával a Zalka Máté (ma Liget) tér és a Pataky István (ma Szent László) tér közötti villamosforgalmat a mai Kőrösi Csoma sétányról a Kőrösi Csoma út ekkor még félkész új nyomvonalára helyezték át. 1978. szeptember 30-án a 28-as és a 37-es külső végállomását felcserélték, ettől kezdve csak a Kozma utcáig közlekedett. 1986. július 19. és 1990. május 7. között a Horog utcai vasúti felüljáró felújítása miatt a híd alatt áthaladó Kőbányai úti villamosok ideiglenesen egy vágányon közlekedtek. 1996. február 29-én megszűnt az éjszakai üzem a 28-as vonalán, helyette 28É jelzéssel autóbuszjárat indult, ami a Sibrik Miklós útra letérve feltárta a Harmat utcai lakótelepet is.
2009-ben újból temetői sűrítő járatot kapott, ami a Mázsa tér és a Kozma utca között közlekedett 28A jelzéssel. A 2010-es temetői időszakban a 28A már a Keleti pályaudvartól indult, 2012-es újraindítása óta – többszöri megszakítással – 28B jelzéssel azóta is közlekedik. A BKV 2011-es paraméterkönyvének májusi bevezetésével a 28-as ismét végállomást cserélt a 37-essel, így útvonala az izraelita temetőig hosszabbodott – a korábbi végállomásaként szolgáló Gránátos utcai hurokvágányt még 1995-ben üzemen kívül helyezték. A 28-as a temető nyitvatartási idejében közlekedett, egyéb időszakokban a korábbi útvonalán újraindított 28A betétjárat pótolta. 2011. október 12. és november 11. között a Salgótarjáni utcai vágányzár okán a 37-es és 37A villamosok egyes kora reggeli és esti indulásai helyett 28C jelzéssel ideiglenes járat közlekedett a Blaha Lujza tér – Kőbányai út 21. útvonalon.
2013. november 4. és 2014. augusztus 31. között a Kőrösi Csoma Sándor úti villamospálya felújítása miatt a 28-as és a 28A összevontan, 28-as jelzéssel a Blaha Lujza tér és a Mázsa tér között megrövidítve közlekedett, forgalmukat a Maglódi úton ideiglenesen a 37-es villamos vette át. A felújítás elkészültével a betétjáratok önálló jelzése megszűnt, 2016. április 3-áig 28-asként közlekedtek, azóta ismét 28A-ként járnak. 2020. október 17-étől a 28-as családra beosztott Tatra villamosokon engedélyezett a kerékpárszállítás.

## Járművek
A vonalon jellemzően ČKD–BKV Tatra T5C5K típus közlekedik, valamint hétköznap napközben egy darab TW6000 típusú villamos is jár a vonalon. A villamosokat a Baross kocsiszínben és a Zugló kocsiszínben tárolják.
1983 februárjában a vonalon a Baross kocsiszín FVV CSM–4 (Bengáli) villamosait a Hungária kocsiszín Ganz csuklós villamosai váltották. 1983. június 20-ától a Ferencváros kocsiszín adta a villamosokat, kétkocsis Ganz UV szerelvényekkel. 1984 márciusától a Ferencváros és a Hungária kocsiszín is adott a vonalra kocsikat (Ganz CSMG és kétkocsis Ganz UV), május 20-ától azonban csak a Hungária kocsiszín CSMG villamosai közlekedtek. 1984. augusztus 1-jén kerültek a vonalra a Baross kocsiszín kétkocsis ČKD Tatra T5C5 típusú csehszlovák villamosai, melyeket 2007. augusztus 18-án Ganz CSMG-kre cseréltek, mert az itt közlekedő Tatra villamosok átkerültek az akkor ideiglenesen Budafokig meghosszabbított 56-os vonalra. Az új viszonylaton álltak először forgalomba Budapesten a TW 6000 típusú, használtan beszerzett hannoveri villamosok. 2008. február 2-ától hétvégenként a Ganz csuklósok helyett korszerűsített KCSV–7-es típusok közlekedtek a vonalon, majd április 7-én visszakerült a vonalra két ČKD Tatra T5C5 szerelvény is. A nyári kiiktatásos menetrend idejére, július 1-jétől teljesen visszakerültek a vonalra a Tatra szerelvények, amiket a tanév beköszöntével Ganz csuklósok váltottak. 2008. december 20-án a Szabadság híd átadásával jelentős Tatra villamos szabadult fel Budán, ezért ismét teljes típuscsere történt. 2015. augusztus 1-jétől járműátcsoportosítások miatt a vonalra Ferencváros kocsiszín adott ki TW 6000-es villamosokat. 2016. január 1-jétől[forrás?] szintén villamoskocsik átcsoportosítása miatt több Tatra is visszakerült a vonalra. 2020. szeptember 12-étől[forrás?] a Tatra villamosok felújításának előrehaladtával, lecserélték a hagyományos T5C5-öket T5C5K villamosokra. Az M3-as metró belvárosi szakaszának felújítása idején a Tatra szerelvényekre a megnövekedett kocsiigény miatt az 1-es és 1M viszonylaton volt szükség, ezért hétköznap csak TW 6000-es villamosok közlekedtek.

## Útvonala
| Izraelita temető felé |
| Blaha Lujza tér M (Népszínház utca) vá. – Népszínház utca – Teleki László tér – Fiumei út – Orczy tér – Kőbányai út – Liget tér – Kőrösi Csoma Sándor út – Élessarok – Dreher Antal út – Maglódi út – Sírkert út – Kozma utca – Izraelita temető vá. |
| Blaha Lujza tér (Népszínház utca) felé |
| Izraelita temető vá. – Kozma utca – Sírkert út – Maglódi út – Dreher Antal út – Élessarok – Kőrösi Csoma Sándor út – Liget tér – Kőbányai út – Orczy tér – Fiumei út – Teleki László tér – Népszínház utca – Blaha Lujza tér M (Népszínház utca) vá. |

## Megállóhelyei
Az átszállási kapcsolatok között a Kozma utcáig közlekedő 28A betétjárat nincs feltüntetve!
| 0  | Blaha Lujza tér M (Népszínház utca) végállomás | 37 | 4, 6, 37, 37A, 62 74 5, 7, 7E, 8E, 99, 107, 108E, 110, 112, 133E, 217E       | Metróállomás, Nemzeti Fogyasztóvédelmi Hatóság, Óbudai Egyetem-BGK, Corvin Áruház, New York-palota, Uránia Nemzeti Filmszínház, Szent Rókus Kórház, EMKE szálloda, Nemzeti szálloda |
| 1  | II. János Pál pápa tér M                       | 36 | 37, 37A, 62 99, 217E                                                         | Erkel Színház |
| 3  | Teleki László tér                              | 34 | 37, 37A, 62 99                                                               | Teleki piac, Lakatos Menyhért Általános Iskola és Gimnázium |
| 5  | Magdolna utca                                  | 32 | 23, 24, 37, 37A, 62                                                          | Kerepesi temető |
| 7  | Orczy tér                                      | 30 | 23, 24, 62 72 9, 217E                                                        | Baross kocsiszín |
| 9  | Kőbányai út 21.                                | 28 | 62                                                                           | Józsefvárosi piac |
| 10 | Kőbányai út 31.                                | 26 | 62 9                                                                         | |
| 12 | Kőbányai út / Könyves Kálmán körút             | 25 | 1, 1A, 62 9, 217E                                                            | Népliget, Közlekedési Múzeum (épülő) |
| 13 | Eiffel Műhelyház                               | 24 | 62 9, 217E                                                                   | Operaház Eiffel Műhelyház |
| 14 | Egészségház                                    | 23 | 62 9                                                                         | X. kerületi Szakorvosi Rendelőintézet, Elek Gyula Aréna |
| 15 | Mázsa utca                                     | 21 | 62 9                                                                         | |
| 17 | Kőbánya alsó vasútállomás                      | 20 | 3, 62, 62A 9, 95, 117, 151, 162, 185, 195, 217, 217E, 262 73 S21 S50 G50 Z50 | Kőbánya alsó |
| 18 | Szent László tér                               | 18 | 3, 62, 62A 9, 162, 185, 217, 262                                             | X. kerületi Polgármesteri Hivatal, Szent László-templom |
| 19 | Ónodi utca                                     | 16 | 3, 62, 62A 162, 185, 262                                                     | Szent László Gimnázium |
| 21 | Élessarok                                      | 15 | 3, 37, 37A, 62, 62A 85, 161, 161A, 162, 168E, 262                            | |
| 23 | Sörgyár                                        | 13 | 37, 37A 161, 161A, 162, 168E, 262                                            | Dreher Sörgyárak Zrt. |
| 25 | Jászberényi út / Maglódi út                    | 11 | 37 161, 161A, 162, 168E, 262 484                                             | |
| 26 | Gitár utca                                     | 10 | 37                                                                           | KMASZC Bercsényi Miklós Élelmiszeripari-Környezetvédelmi Technikum, Szakképző Iskola és Kollégium                                                                                   |
| 27 | Kocka utca                                     | 9  | 37 85E                                                                       | ELTE Levéltár, Giorgio Perlasca Kereskedelmi, Vendéglátóipari Szakközépiskola és Szakiskola                                                                                         |
| 28 | Kada utca / Maglódi út                         | 8  | 37 95, 195                                                                   | |
| 29 | Bajcsy-Zsilinszky Kórház                       | 7  | 37 95, 195                                                                   | Bajcsy-Zsilinszky Kórház |
| 31 | Venyige utca                                   | 6  | 37 95, 195                                                                   | Kőbányai bazár, Venyige utcai Büntetés-végrehajtási Intézet |
| 32 | Sírkert út                                     | 4  | 37 95, 195                                                                   | |
| 33 | Új köztemető                                   | 3  | 37 68, 95, 195, 202E, 268                                                    | |
| 34 | Új köztemető (Kozma utca)                      | 2  | 37                                                                           | Kozma utcai Büntetés-végrehajtási intézet |
| 36 | Izraelita temető végállomás                    | 0  | 68, 195, 268                                                                 | Izraelita temető |

## Képgaléria

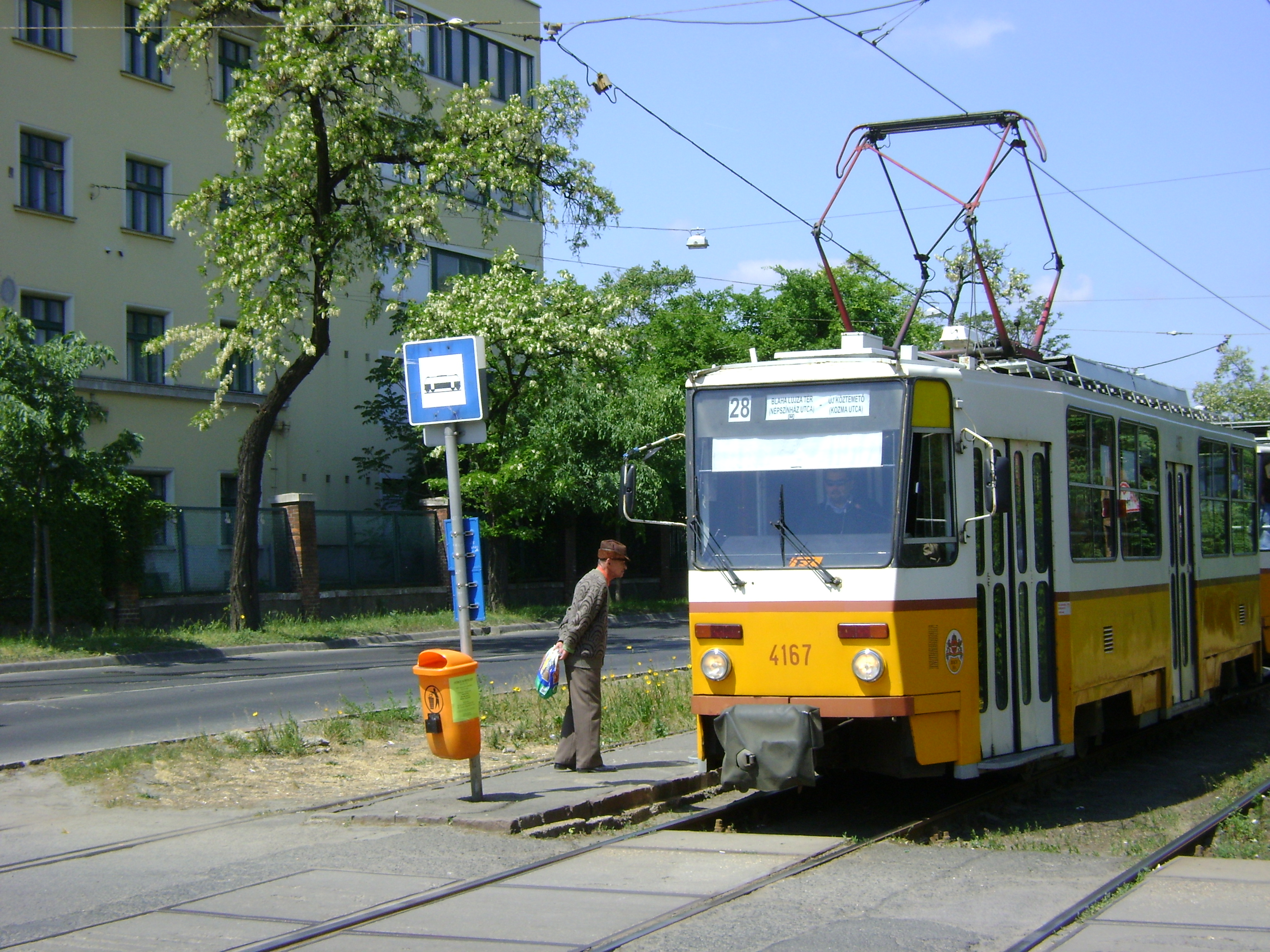
ČKD Tatra T5C5 villamos a Gitár utcánál
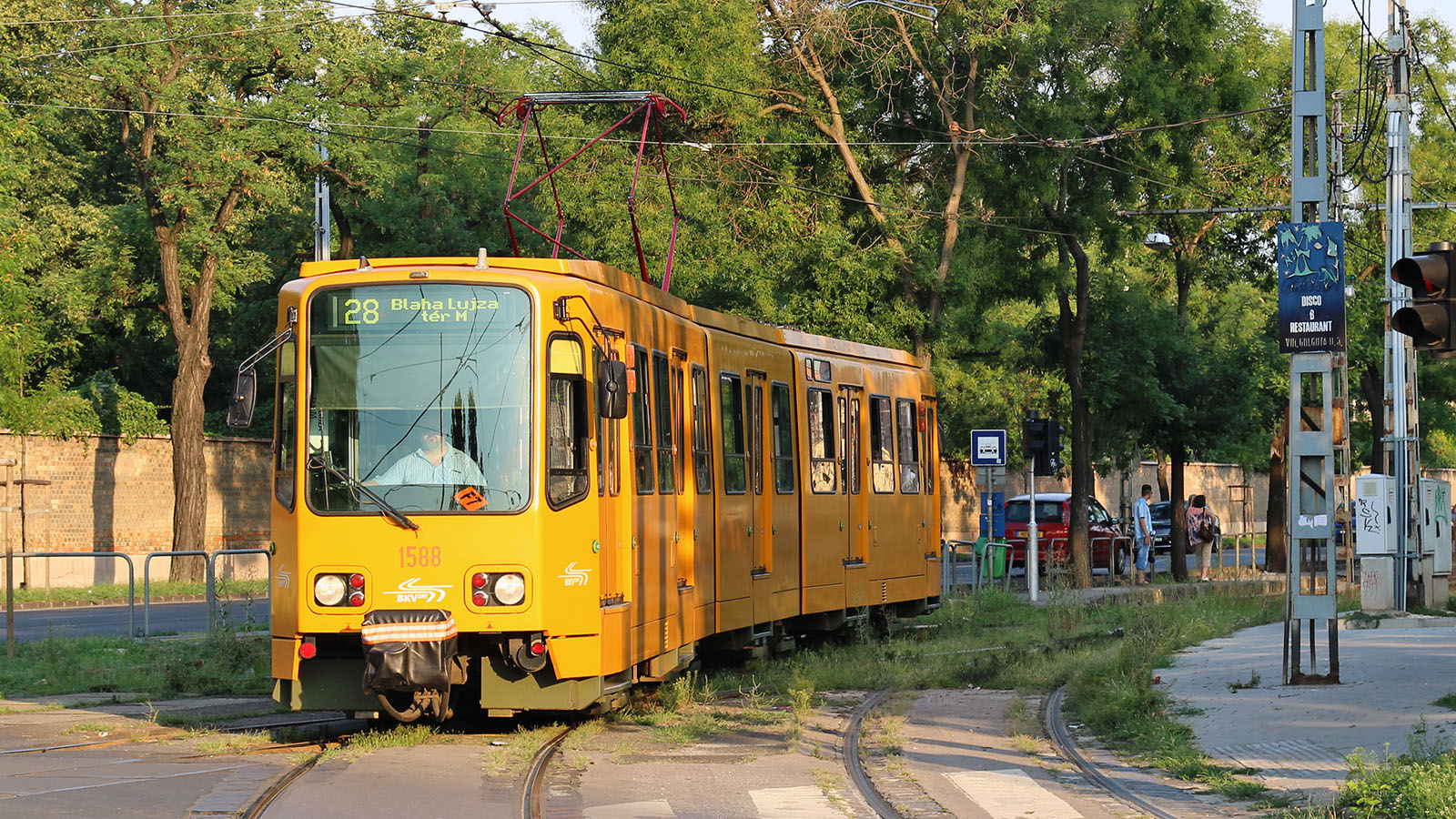
TW 6000 villamos a Teleki László téren
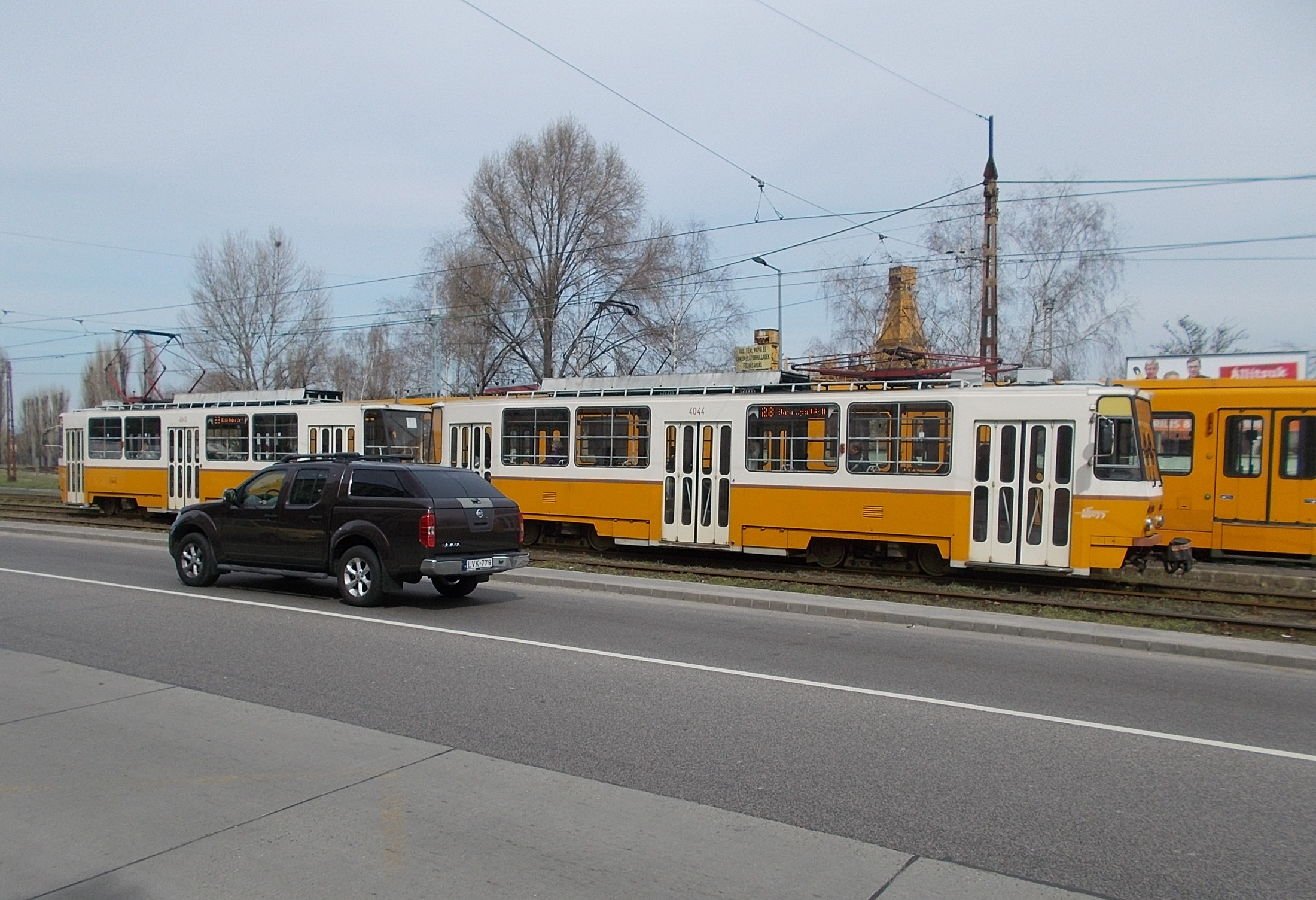
ČKD Tatra T5C5 villamos a Sörgyárnál